# Humlebæk Teglværk
Humlebæk Teglværk A/S var et teglværk og flisefabrik i Humlebæk i Nordsjælland. Værket eksisterede fra 1908 indtil en ødelæggende brand 14. december 1943. Flisefabrikken blev videreført som Nivaa Flisefabrik. Flisefabrikken lukkede i 1981.
Værket blev oprettet af en gruppe bygningshåndværkere fra Helsingør og omegn og allerede i 1909 fik værket leverancen af sten til opførelsen af Bispebjerg Hospital. Værket blev anlagt for at udnytte en aflejring af issøler. Fra 1931 gik man over til at udnytte det underliggende moræneler. Værket kom under konkursbehandling i 1928 og genopstod som Humlebæk Tagstensfabrik. Navnet blev ændret tilbage igen i 1932 til Humlebæk Teglværk. Under besættelsen blev der – indtil branden – tørret dansk tobak på værket.
I 1936 blev I/S Humlebæk Flisefabrik etableret i forbindelse med Humlebæk Teglværk. Efter teglværkets brand i 1943 fandt flisefabrikken husly på Nive Mølle i Nivå, nu under navnet Nivaa Flisefabrik. Ud over fliser til industrien havde fabrikkerne en produktion af kunstfliser og kunstkakler, og gennem tiden var en række kunstnere tilknyttet fabrikkerne, bl.a. Asger Theisen, Yan Kai Nielsen, Svend Eriksen og Harald Isenstein.
Området Teglværksparken i Humlebæk minder stadig om fabrikken, der lå på arealet svarende til Teglgårdsvej 337-365.
Diverse data:
- Teknisk leder fra 1908: Otto Fabricius (fra Dysseværket ved Gentofte, 1884-1944)
- Bestyrelse 1929: Tømrermester L. Søgaard Pedersen, murermester Jens Christensen.
- Direktør: G.E. Olsen.
- Forvalter i 1931: hr. Brun
- Bestyrer fra 1939: Svend E. Olsen, 1914 -
- Ansatte i 1934: 72 mennesker
- Ansatte i 1943: ca. 60 mænd og kvinder